# 세븐스 코드
〈세븐스 코드〉(セブンスコード 세븐스 코도[*])는 마에다 아츠코의 4번째 싱글이다. 2014년 3월 5일에 You, Be Cool!를 통해 발매됐다.

## 개요
전작 〈타임머신 따윈 필요 없어〉로부터 약 반 년 만으로, 2014년 1번째 싱글이다. Type-A, Type-B, Type-C, 극장 공개 기념 특별반의 4형태로 발매된다.
마에다 주연으로, 이 싱글과 같은 이름인 영화 《Seventh Code》가 있다. 이것은 원래 이 작품의 MV 제작으로부터, 영화로 연결되었다고 하는, 지금까지의 작품과는 특이한 작품이 되고 있다.

## 수록곡

### Type-A
CD
1. セブンスコード / 세븐스 코드 [4:14]
(작사: 아키모토 야스시 / 작곡·편곡: 와타나베 준)
2. コンタクトレンズ / 콘택트 렌즈 [3:59]
(작사: 아키모토 야스시 / 작곡·편곡: 와타나베 카즈노리)
3. 独り占め / 독점 [3:41]
(작사: 아키모토 야스시 / 작곡·편곡: 스가이 타츠시)
4. セブンスコード off vocal ver.
5. コンタクトレンズ off vocal ver.
6. 独り占め off vocal ver.

DVD
1. セブンスコード Music Video
2. 마에다 아츠코 직접 딴 야채로 푸른 하늘 쿠킹

### Type-B
CD
1. セブンスコード / 세븐스 코드
2. コンタクトレンズ / 콘택트 렌즈
3. 懐かしい初めて / 그리워 처음으로 [4:14]
(작사: 아키모토 야스시 / 작곡·편곡: 와카타베 마코토)
4. セブンスコード off vocal ver.
5. コンタクトレンズ off vocal ver.
6. 懐かしい初めて off vocal ver.

### Type-C
CD
1. セブンスコード / 세븐스 코드
2. コンタクトレンズ / 콘택트 렌즈
3. ダンディライオン いつ咲いた? / 댄디라이온 언제 피었어?
(작사: 아키모토 야스시)
4. セブンスコード off vocal ver.
5. コンタクトレンズ off vocal ver.
6. ダンディライオン いつ咲いた? off vocal ver.

### 극장 공개 기념 특별반
CD
1. セブンスコード / 세븐스 코드
2. コンタクトレンズ / 콘택트 렌즈
3. ズブロッカとハーフムーン / 즈브로카와 하프 문
(작사: 아키모토 야스시 / 작곡: 마루타니 마나부 / 편곡: 노나카 “마사” 유이치)
4. セブンスコード off vocal ver.
5. コンタクトレンズ off vocal ver.
6. ズブロッカとハーフムーン  off vocal ver.

DVD
1. Seventh Code
2. Making of the movie “Seventh Code”

## 출전
1. ↑  마에다 아츠코, 로마 2관 영화는 MV였다 첫 참전 CDJ에서 신곡 첫 피로 (오리콘 스타일, 2013년 12월 20일)